# Красотел сетчатый
Красоте́л се́тчатый (лат. Calosoma reticulatum) — жук из рода красотелы в составе семейства жужелиц.

## Внешний вид
Жук длиной 20—27 мм. Окраска головы, переднеспинки и надкрылий металлически зелёная, бронзовая, редко чёрная с бронзовым блеском. Ротовые части, усики и ноги чёрные. Переднеспинка и надкрылья выпуклые, широкие. Переднеспинка грубо морщинисто-точечная. Промежутки надкрылий образуют неправильные бугорки, часто сливающиеся в поперечном направлении. Первичные ямки явственные.

## Образ жизни
Встречается на открытых остепненных участках и на полях (в частности свекловичных). В Европе большинство находок сделано в сухих степях и в сосновых борах, на песчаной почве. Жуки активны весной и в начале лета, но встречаются и в августе-сентябре. Кладка яиц производится в мае-июне, в среднем самка откладывает 60—70 яиц. Преимагинальное развитие длится около 2 месяцев. Жуки зимуют в почве. Новое поколение появляется в апреле, начале мая. Хищник-полифаг; охотится ночью преимущественно на гусениц, а также на других беспозвоночных.

## Распространение
Центральная Европа: Дания, юж. Швеция, Польша, Германия, Нидерланды, Бельгия, Австрия, Чехия, Словакия, сев.-зап. Венгрия. Имеются указания для зап. Белоруссии (Гродно). C. r. earinus — центральный Казахстан (Актюбинская, Карагандинская и Акмолинская (бывшая Целиноградская) обл.) и Россия, где известен из окрестностей Оренбурга. Имеются указания для Тобольска

## Угроза существованию вида
В странах центральной Европы редок, встречается спорадически. Последние находки в Европе в вост. части Германии в 1994—1995 гг. Несколько экземпляров было найдено в период 1925—1961 гг. в центральном Казахстане. На территории России вид близок к исчезновению. К основным лимитирующим факторам, по-видимому, следует отнести нарушение местообитаний в результате хозяйственной деятельности человека (обработка полей инсектицидами).
Красотел сетчатый относится к исчезающим видам и занесен в Красную Книгу СССР и Красную Книгу России — Категория: 1 — находящийся под угрозой исчезновения вид.